# Карельских, Константин Дмитриевич
Константин Дмитриевич Карельских (17 апреля 1915, Алексеевское, Сельское поселение Соколовское — 20 декабря 1993, Москва) — советский и российский актёр театра, кино и озвучивания, участник Великой Отечественной войны.

## Биография
Родился 17 апреля 1915 года в Алексеевском Московской губернии.
В 1930 году окончил школу-семилетку, после чего поступил в автодорожный техникум, но учёбу в нём так и не смог завершить по причине увлечения конным спортом, которому уделял больше времени, чем техникуму. Карельских был отчислен из заведения, после чего стал работать разнорабочим. Параллельно учился на курсах подготовки в ВУЗ при Автодорожном институте имени М. В. Ломоносова, в котором трудился слесарем в автокабинете. После окончания стал студентом Московского автомеханического института.
В 1935 году прошёл конкурсный отбор в театральное училище при Государственном театре имени В. Э. Мейерхольда и был принят на первый курс. Во время учёбы сыграл в трёх постановках ГОСТиМА. В 1938 году после закрытия ГОСТиМА, училище при театре объединилось с училищем при Театре имени МОСПС, а после двух месяцев учёбы в нём, перевёлся в Оперно-драматическую студию имени К. С. Станиславского, которую окончил в 1940 году.
В начале Великой Отечественной войны ему было получено распределение в труппу Центрального театра Красной армии и в это время был сразу призван в ряды РККА, где проходил службу в Театре Красной армии. Служил в дальнейшем артистом-красноармейцем в ЦТКА. Снимался в кино, занимался озвучиванием, служил театрам, выступал на эстраде с музыкально-сатирическими фельетонами совместно с артисткой Лидией Михайловной Алчевской, также пробовал себя в качестве конферансье.
Ушёл из жизни 20 декабря 1993 года в Москве. Похоронен на Введенском кладбище.

### Личная жизнь
Был трижды женат. Последнюю супругу звали Юлией Викторовной, которая являлась артисткой балета. Вместе прожили около сорока лет, воспитывали приёмного сына Е. К. Карельских, который пошёл по стопам Константина и стал тоже актёром театра и кино, получив множество наград и званий.

### Родственники
- Дед — Константин Павлович Карельских (1853—1917), статский советник, главный инженер московских водопроводов[1].
- Отец — Дмитрий Константинович Карельских (1888—1953), учёный-машиностороитель, профессор, член-корреспондент Академии артиллерийских наук[1].
- Мать — Мария Дмитриевна Карельских (урождённая Попова), домашняя хозяйка[1].

## Творчество

### Фильмография
- 1938 — Семья Оппенгейм — Риттерштег
- 1944 — Зоя — немецкий солдат
- 1945 — Это было в Донбассе — помощник чиновника биржи труда
- 1954 — Анна на шее — гусар
- 1956 — Своими руками — Голубков
- 1956 — Урок истории — Скрамовец
- 1957 — Екатерина Воронина — кавалер
- 1958 — Олеко Дундич — офицер
- 1964 — Всё для вас — Султанов
- 1965 — Гиперболоид инженера Гарина — эпизод
- 1970 — Хуторок в степи — жандармский ротмистр
- 1973 — Надежда — директор гимназии
- 1973 — Семнадцать мгновений весны — эпизод
- 1980 — Идеальный муж — дворецкий Фиппс
- 1984 — ТАСС уполномочен заявить — Лунс
- 1985 — Утро обречённого прииска — господин
- 1984—1986 — Михайло Ломоносов — эпизод
- 1989 — Закон — Николай Иванович
- 1990 — Аферисты — пенсионер

## Оценочные мнения
- Со слов киноведа Алексей Тремасова, в жизни Константин Карельских был общительным, интеллигентным человеком, который много читал и имел большую библиотеку. Любил природу, загородные прогулки, рыбную ловлю. Неоднократно ездил с женой на отдых в санатории Сочи и Ялты[1].
- По мнению Тремасова, после зачисления в труппу, Московский театр оперетты, который как нельзя лучше подходил его актёрской индивидуальности. Присущие ему музыкальность, пластичность, склонность к характерности и эксцентрике, он с блеском использовал в созданных на этой сцене образах в театральных ролях[1].